# Хиршова
Хиршова (рум. Hârșova) — місто у повіті Констанца в Румунії. Адміністративно місту також підпорядковане село Ваду-Оїй (населення 423 особи, 2002 рік).
Місто розташоване на відстані 149 км на схід від Бухареста, 79 км на північний захід від Констанци, 81 км на південь від Галаца.

## Населення
За даними перепису населення 2002 року у місті проживали 10 097 осіб.
Національний склад населення міста:
| Національність   | Кількість осіб | Відсоток |
| ---------------- | -------------- | -------- |
| румуни           | 8987           | 89,0%    |
| турки            | 983            | 9,7%     |
| цигани           | 76             | 0,8%     |
| росіяни-липовани | 31             | 0,3%     |
| угорці           | 12             | 0,1%     |
| татари           | 5              | < 0,1%   |
| українці         | 2              | < 0,1%   |
| греки            | 1              | < 0,1%   |

Рідною мовою назвали:
| Мова       | Кількість осіб | Відсоток |
| ---------- | -------------- | -------- |
| румунська  | 9093           | 90,1%    |
| турецька   | 946            | 9,4%     |
| циганська  | 23             | 0,2%     |
| російська  | 19             | 0,2%     |
| угорська   | 10             | 0,1%     |
| татарська  | 4              | < 0,1%   |
| українська | 2              | < 0,1%   |

Склад населення міста за віросповіданням:
| Релігія        | Кількість осіб | Відсоток |
| -------------- | -------------- | -------- |
| православні    | 8997           | 89,1%    |
| мусульмани     | 1045           | 10,3%    |
| баптисти       | 21             | 0,2%     |
| римо-католики  | 15             | 0,1%     |
| адвентисти     | 6              | 0,1%     |
| реформати      | 5              | < 0,1%   |
| атеїсти        | 4              | < 0,1%   |
| греко-католики | 2              | < 0,1%   |
| унітарії       | 1              | < 0,1%   |
| лютерани       | 1              | < 0,1%   |

## Зовнішні посилання
- Дані про місто Хиршова на сайті Ghidul Primăriilor